# Mezinárodní vody

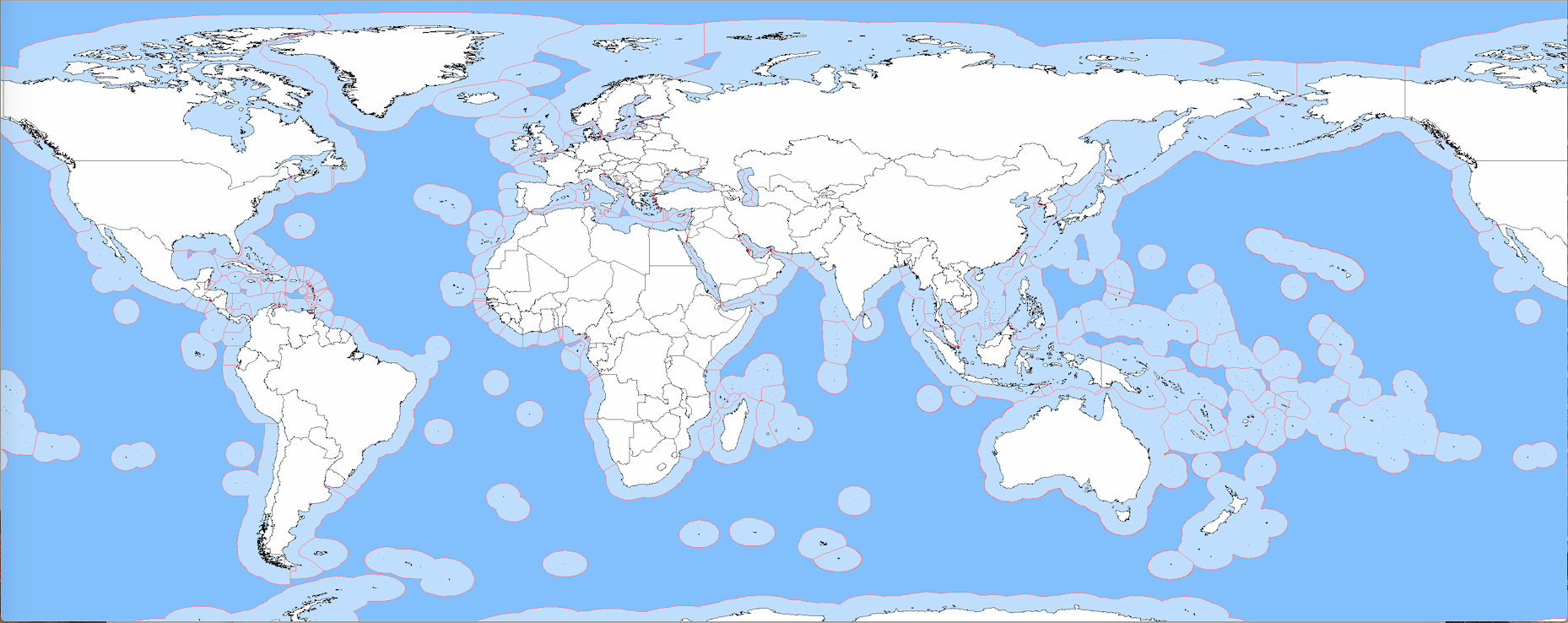
Mezinárodní vody na mapě světa

Mezinárodní vody jsou vodní útvary, přes něž vedou mezinárodní hranice. Takovými útvary mohou být oceány, velké mořské ekosystémy, uzavřená a polouzavřená moře, ústí řek, řeky, jezera, podzemní vodní soustavy, mokřiny.

## Pásma mořských vod

Pásma mořských vod podle Úmluvy OSN o mořském právu

Pojem mezinárodní vody není právně definován, zpravidla se jím rozumí tzv. volné moře. Rozsah pravomocí pobřežních států je stanoven úmluvou OSN o mořském právu následnovně:
- Pobřežní (výsostné) vody – 12 námořních mil od základní čáry odlivu (v 18. století to byly 3, tzv. three-miles limit[zdroj?]); tyto vody i vzdušný prostor nad nimi jsou pod plnou svrchovaností pobřežního státu, který má stejné pravomoci jako na souši s výjimkou povinnosti nechat jimi proplouvat lodě jiných států.
- přilehlá zóna (ve starších smlouvách označováno jako pásmo přilehlé[3]) – dalších 12 námořních mil od základní čáry; v tomto pásmu pobřežní státy vykonávají kontrolu cizích lodí nutnou k zabránění porušování svých celních, finančních, imigračních a zdravotnických předpisů.
- výlučná ekonomická zóna – do 200 námořních mil od základní pobřežní čáry; pobřežní stát zde vykonává svrchovaná práva týkající se průzkumu a využívání přírodních zdrojů; může zde rovněž vyhlásit chráněná území, stanovit kvóty rybolovu, provádět výzkum a umisťovat technická zařízení.
- Kontinentální šelf (jak jej definuje mořské právo, nikoli geologie) – může zasahovat až do 350 námořních mil od základní pobřežní čáry; pobřežní státy zde mohou svrchovaně využívat přírodních zdrojů ze dna moře.
- Volné moře – za hranicí kontinentálního šelfu, mimo jakoukoliv jurisdikci pobřežního státu.

## Mezinárodní řeky
Za mezinárodní vody mohou být pokládány i mezinárodní řeky, které protékají více státy a na základě mezinárodní smlouvy jsou přístupné lodím smluvních států. 
- Řeka Dunaj je mezinárodní vodní cesta, která umožňuje přístup k Černému moři Německu a Chorvatsku, stejně jako vnitrozemskému Rakousku, Slovensku, Maďarsku, Srbsku a Moldavsku.[4]
- Povodí Río de la Plata, včetně řek Paraná, Uruguay a Paraguay, je legálně otevřené pro všechny mezinárodní obchodní lodě bez omezení, zejména umožňuje přístup k moři vnitrozemské Paraguayi a Bolívii.[5]